# Visita do Imperador Guilherme II da Alemanha
Visita do Imperador Guilherme II da Alemanha é um filme documental português, realizado por Manuel Maria da Costa Veiga.
Filmado a 27 de março de 1905, durante a visita oficial do último Imperador alemão e Rei da Prússia Guilherme II a Portugal, o documentário de apenas um minuto e dois segundos, em plano geral e captado com câmara fixa, foi encomendado pela empresa de Oskar Messter em Berlim à produtora Portugal Film e retrata a cerimónia de recepção ao monarca no Cais das Colunas e Terreiro do Paço, em Lisboa, onde desembarcou vindo do bergantim real.
Apesar do valor histórico do filme, o cinegrafista lisboeta já tinha realizado anteriormente outros documentários do mesmo género, acompanhando vários eventos relacionados com a família real portuguesa, como Um Passeio de D. Carlos em 1900 ou o Regresso dos Soberanos da sua Viagem aos Açores em 1901, para além de ter documentado várias celebrações ou visitas de outras casas reais, como a Visita do Rei Eduardo VII de Inglaterra em 1902 ou a Visita do Rei Afonso XIII de Espanha em 1903. Após as filmagens, de modo a rentabilizar e lucrar com o seu trabalho, Manuel Maria da Costa Veiga vendeu as cópias dos seus filmes além fronteiras, nomeadamente para o Brasil onde as notícias sobre a Europa, a realeza ou outras figuras de estado eram altamente lucrativas.